# Spedizione Garnier
La spedizione Garnier fu una spedizione francese nel Tonchino che ebbe luogo tra il novembre 1873 e il gennaio 1874. Il tenente Francis Garnier, che era stato inviato dalla Francia su richiesta delle autorità imperiali vietnamite per far allontanare da Hanoi Jean Dupuis, un commerciante francese che stava causando problemi, decise invece di schierarsi con Dupuis e di prendere la città.
Dopo la conquista di Hanoi, Garnier, alla guida del suo piccolo corpo di spedizione, si lanciò in una violenta campagna militare che portò, in tre settimane, alla conquista della maggior parte della regione del Tonchino. Garnier fu infine ucciso in combattimento il 21 dicembre 1873, mentre respingeva un attacco ad Hanoi. Ciononostante i suoi uomini riuscirono a mantenere il controllo della regione.
La campagna non era stata né pianificata né permessa dal governo francese. Al suo termine, nel 1874, fu firmato un trattato che restituiva al Vietnam tutte le città conquistate in cambio di un accordo commerciale molto favorevole, dell'invio di un ministro residente francese ad Hanoi e del riconoscimento ufficiale di tutti i possedimenti francesi in Cocincina.

## Contesto
Nel 1858 Francia e Spagna lanciarono una spedizione punitiva contro l'impero vietnamita come risposta alla persecuzione dei missionari cristiani e dei convertiti. Le ostilità terminarono quattro anni dopo con il Trattato di Saigon, ma i francesi decisero di mantenere le province che avevano conquistato durante la guerra, dando vita alla colonia francese di Cocincina.
Nel 1867 l'ammiraglio Pierre-Paul de La Grandière obbligò i vietnamiti a cedere le province di Chau Doc, Hà Tiên e Vĩnh Long alla Cocincina francese. Anche se i francesi de facto presero il controllo di queste province, l'imperatore vietnamita Tự Đức rifiutò di riconoscere ufficialmente la validità delle cessioni territoriali.
Nel 1873 l'esploratore e commerciante francese Jean Dupuis risalì il Fiume Rosso per vendere armi di produzione europea al governatore dello Yunnan. Dupuis decise anche di trasportare un carico di sale sul fiume, attività severamente proibita dalle autorità vietnamite. Ne seguì una lunga disputa e Dupuis, alla fine, occupò con i suoi 90 mercenari cinesi un quartiere di Hanoi.
Non volendo tentare di allontanare con la forza questi uomini, che erano molto ben armati, le autorità vietnamite si rivolsero all'ammiraglio francese Marie Jules Dupré, all'epoca governatore della Cocincina francese. Sperando di poter ottenere il riconoscimento ufficiale da parte dell'impero vietnamita di tutti i possedimenti francesi in Cocincina in cambio del suo aiuto, l'ammiraglio Dupré inviò ad Hanoi una spedizione al comando del tenente Francis Garnier per risolvere la controversia e convincere Dupuis a lasciare Hanoi.

## Corpo di spedizione francese

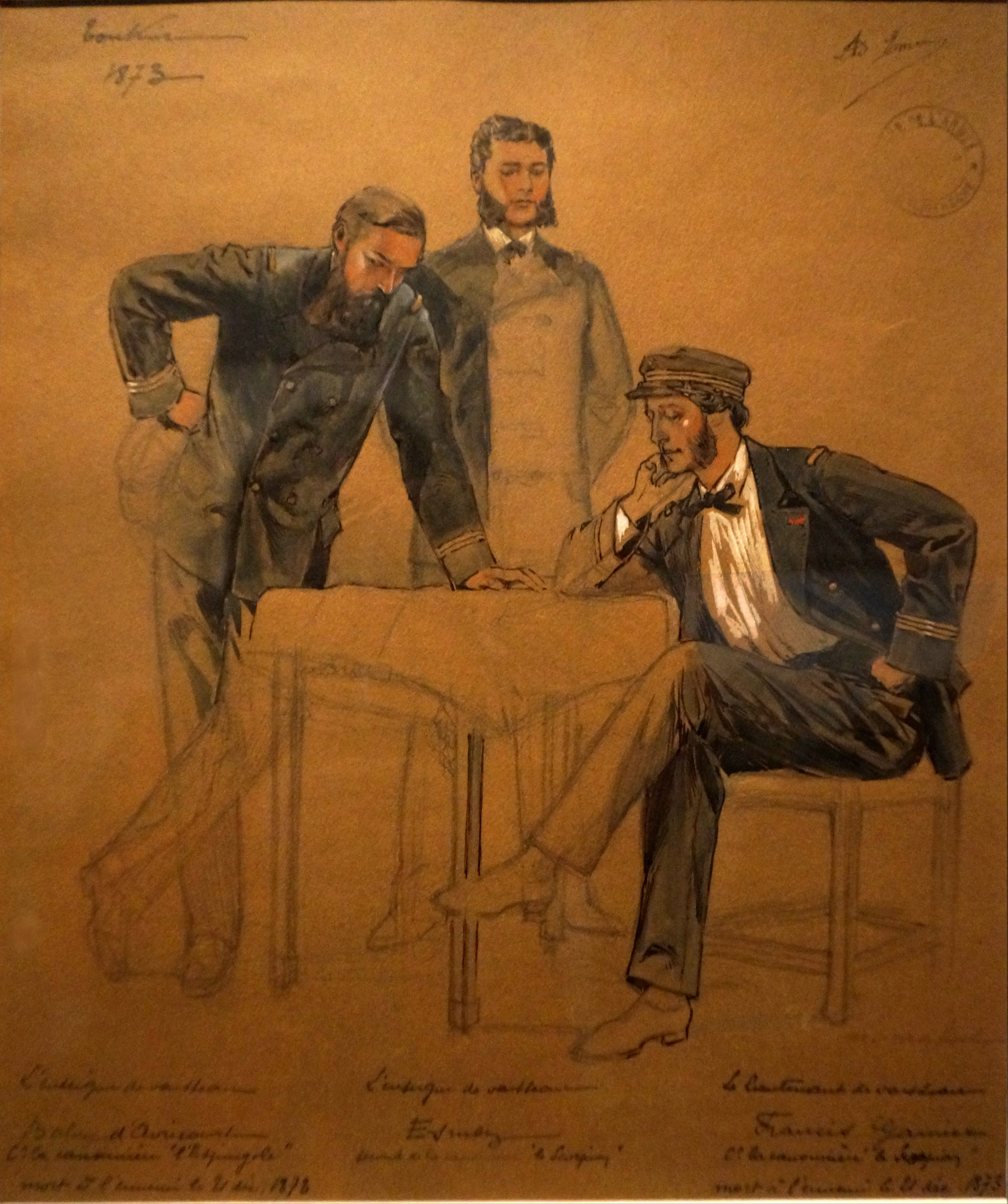
(da sinistra a destra) Balny d'Avricourt, Esmez e Garnier

Un primo gruppo di 83 uomini, composto da un plotone di 30 fanti di marina del 4º reggimento di fanteria di marina con un ufficiale e da 51 uomini delle navi Arc e Fleurus (tra cui un ufficiale, un medico, uno scrivano e due interpreti), viaggiò con il tenente Garnier sulla corvetta D'Estrée, che partì da Saigon l'11 ottobre 1873.
La seconda metà della forza di spedizione, 92 uomini, partì due settimane dopo: era costituita da 60 marinai della compagnia da sbarco della corvetta Decrès con un ufficiale, due aspiranti ufficiali e un medico, e dai 25 marinai della cannoniera Espingole con un ufficiale, un ingegnere e un medico.
Oltre al tenente Garnier, la forza di spedizione comprendeva sette ufficiali: i guardiamarina Charles Esmez (26 anni), Henri Louis Ferdinand Bain de la Coquerie (28 anni) e Adrien-Paul Balny d'Avricourt (24 anni), gli aspiranti ufficiali Marc Hautefeuille (21 anni), Édouard Perrin (21 anni) e Georges Bouxin (20 anni), e il sottotenente Edgard de Trentinian (22 anni) che comandava il plotone dei fanti di marina.
Anche se tecnicamente non era un ufficiale, il medico militare della Espingole, Jules Harmand (28 anni), fu trattato come un ufficiale de facto da Balny d'Avricourt e da Trentinian mentre erano lontani dalla forza principale, in quanto era un uomo ben educato e più vecchio di entrambi.

## Garnier conquista Hanoi

### Arrivo ad Hanoi
La mattina presto dell'11 ottobre 1873 il D'Estrée lasciò Saigon, con a bordo il tenente Francis Garnier, comandante in capo della spedizione, il guardiamarina Charles Esmez, secondo in comando, e la prima metà della forza di spedizione. La cannoniera senza equipaggio Arc era trainata dalla D'Estrée.
Il 14 ottobre 1873, mentre il D'Estrée si trovava al largo della costa vicino a Đà Nẵng, una violenta tempesta causò la rottura di una delle corde di traino dell'Arc, che fu quindi lasciata andare alla deriva per poi affondare. Dal 15 al 20 ottobre 1873 il D'Estrée fece una sosta a Đà Nẵng, dove Garnier incontrò alcuni funzionari vietnamiti della corte imperiale di Huế e inviò un telegramma a Saigon per chiedere all'ammiragliato di inviargli la cannoniera Scorpion. Il D'Estrée arrivò nel Tonchino il 1873. La corvetta rimase ancorata nella baia di Haiphong, mentre Garnier e i suoi uomini, risalendo il fiume con delle giunche, si recarono ad Hanoi, dove giunsero il 5 novembre 1873. Qui l'accoglienza delle autorità locali fu piuttosto fredda per i gusti di Garnier; infatti né il governatore della città, il maresciallo Nguyễn Tri Phương, né alcuno dei suoi mandarini gli venne incontro.
Dupuis, al contrario, accolse calorosamente i francesi della spedizione Granier. Dopo aver discusso con Dupuis, Garnier si convinse che il sentimento apertamente antifrancese nutrito da Nguyễn Tri Phương fin dalla la sua sconfitta subita 12 anni prima ad opera delle forze francesi nella battaglia di Kỳ Hòa aveva portato il maresciallo vietnamita a maltrattare Dupuis e che pertanto le lamentele del commerciante erano giustificate. Garnier fece alcuni tentativi di negoziare con le autorità locali, ma, poiché risultarono tutti infruttuosi, cominciò a considerare l'idea di passare ad un'azione militare. Si rendeva però conto dell'esiguità delle sue forze e non aveva ancora notizie della seconda metà della sua spedizione.
Il 12 novembre 1873 l'Espingole arrivò finalmente ad Hanoi insieme allo Scorpion. Con le due cannoniere e i 180 uomini della sua forza di spedizione finalmente riuniti, Garnier prese la decisione di conquistare la città. Garnier scrisse quindi una lettera all'ammiraglio Dupré per giustificare il suo attacco ad Hanoi e rimandò la D'Estrée a Saigon per portare la lettera.

### Assalto alla cittadella
Alle 6 del 20 novembre 1873 i francesi lanciarono il loro assalto alla cittadella di Hanoi. Un distaccamento francese forte di 30 uomini al comando del guardiamarina Bain de la Coquerie, come azione diversiva, andò con un cannone ad attaccare la porta sud-ovest della cittadella. Poco dopo, un gruppo di 27 fanti di marina e 48 marinai con 3 cannoni, al comando del tenente Garnier, del sottotenente Trentinian e del guardiamarina Esmez, attaccò la porta sud-est. Non appena si sentirono i primi suoni dei cannoni francesi, le due cannoniere Scorpion e Espingole, al comando del guardiamarina Balny d'Avricourt, iniziarono a bombardare le porte nord e ovest della cittadella.
Il distaccamento al comando di Bain de la Coquerie catturò rapidamente il bastione della porta sud-ovest e alla fine si impadronì anche della porta dopo averne fatto saltare il cancello. Poiché non aveva ricevuto l'ordine di entrare nella cittadella, Bain de la Coquerie si fermò al suo ingresso. Alla porta sud-est, Garnier e i suoi uomini conquistarono facilmente il bastione, ma trovarono qualche difficoltà a far saltare il cancello. Garnier riuscì ad entrare per primo attraverso una breccia, seguito da Trentinian e da due fanti di marina, ma dovette aspettare che il cancello venisse fatto saltare in aria perché il resto delle truppe potesse entrare. Quando i francesi riuscirono a fare irruzione, il morale delle truppe vietnamite, che già era basso, crollò completamente e tutti i difensori scapparono verso la porta nord per fuggire dalla cittadella.

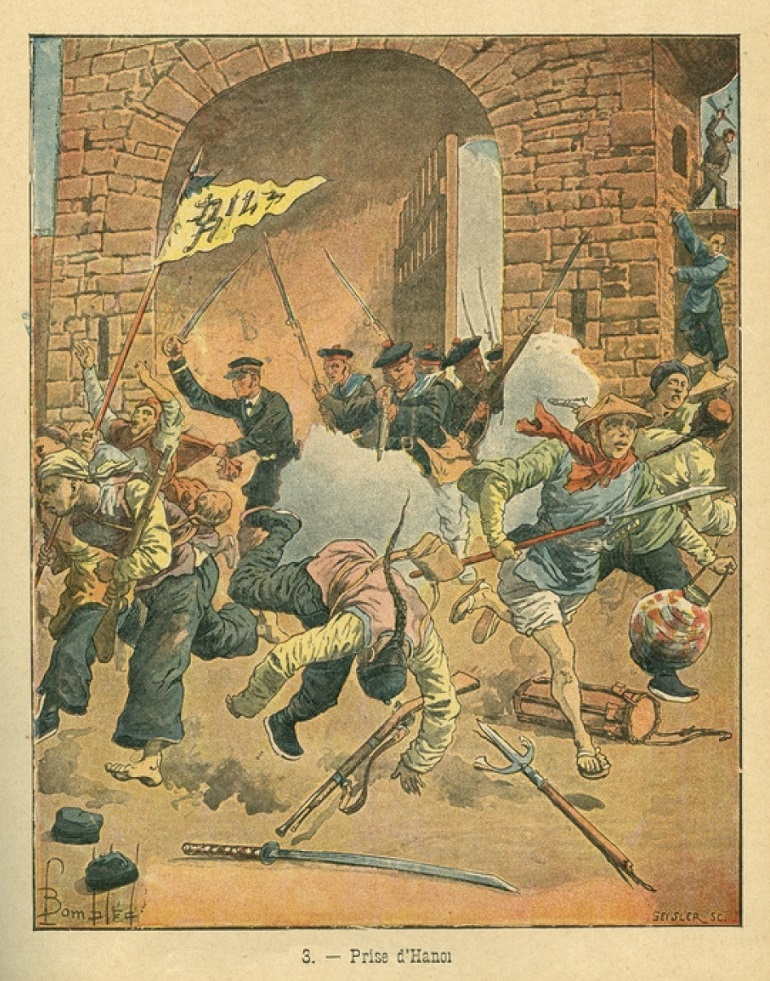
Le truppe francesi entrano nella cittadella di Hanoi

Una volta all'interno della cittadella, Garnier fede di tutto per impedire la fuga degli ufficiali vietnamiti più importanti e del grosso delle loro truppe. Mandò immediatamente l'aspirante ufficiale Hautefeuille con alcuni soldati ad occupare la porta est e poi si recò da Bain de la Coquerie alla porta sud-ovest, per ordinargli di andare ad occupare la porta ovest.
Dupuis e 30 dei suoi mercenari erano stati incaricati di sorvegliare la porta orientale dall'esterno: invece attaccarono il bastione, lo presero e alla fine diedero l'assalto alla cittadella. Quando furono all'interno, si incontrarono con il distaccamento guidato da Hautefeuille all'angolo di una strada e un mercenario cinese restò ucciso durante una breve sparatoria, scoppiata in quanto i francesi avevano scambiato i mercenari di Dupuis per soldati vietnamiti.
Poco prima delle 7 del mattino un distaccamento al comando del guardiamarina Esmez prese la grande torre e vi issò la bandiera francese, segnalando alle cannoniere francesi di cessare il fuoco.
In meno di un'ora i francesi avevano preso la cittadella, con l'unica perdita di un mercenario ucciso dal fuoco amico. I vietnamiti, invece, ebbero oltre 80 morti e 300 feriti. Il grande generale Nguyễn Tri Phương, gravemente ferito, fu preso prigioniero mentre suo figlio, Nguyễn Lâm, fu ucciso in azione. I francesi disarmarono e catturarono circa 2000 soldati vietnamiti che non erano riusciti a fuggire durante la rotta. Tutti i più importanti mandarini di Hanoi erano stati catturati, a parte il quan-àn (mandarino della giustizia), che era riuscito a fuggire.

## La conquista francese del delta del Fiume Rosso

### Capitolazione di Hưng Yên
Il 23 novembre 1873, l'Espingole lasciò Hanoi, con a bordo il guardiamarina Balny d'Avricourt, il dottor Harmand, il piccolo equipaggio della cannoniera, nonché il sottotenente Trentinian con 15 dei suoi fanti di marina. Garnier aveva incaricato Balny d'Avricourt di ottenere dai mandarini delle città fortificate di Hưng Yên e Phủ Lý l'accettazione di nuove condizioni relative al commercio.
La mattina del 24 novembre 1873 la cannoniera arrivò in vista di Hưng Yên. Harmand lasciò la nave e si recò alla cittadella, con un interprete e una scorta di quattro fanti di marina, per incontrare i mandarini. Il mandarino di giustizia, seconda autorità della provincia di Hưng Yên dopo il governatore, promise ad Harmand che il governatore sarebbe venuto ad incontrare Balny d'Avricourt a bordo della nave, aggiungendo: "Voi avete preso la grande cittadella di Hanoi. Non abbiamo la pretesa di difendere la nostra contro di voi". In effetti, a mezzogiorno, il governatore e tutti i suoi mandarini erano a bordo dell'Espingole, dove assicurarono al giovane guardiamarina che accettavano pienamente le nuove condizioni stabilite da Garnier. Balny d'Avricourt chiese di avere, come prova, una loro dichiarazione scritta in merito. Il governatore acconsentì e rispose che sarebbe stato fatto entro le 3 del pomeriggio.
Nel frattempo, Balny d'Avricourt ebbe un incontro con il capo della comunità cinese locale e incaricò Trentinian di far affiggere il proclama di Garnier nelle strade più importanti della città. Alle 3 del pomeriggio, Balny d'Avricourt marciò verso il palazzo del governatore insieme a Harmand, Trentinian e 10 fanti di marina. Al suo arrivo, scoprì che il governatore non aveva ancora scritto il documento ufficiale che aveva richiesto. Il governatore chiese più tempo e promise che sarebbe stato pronto per il giorno successivo. Infuriato, il guardiamarina Balny d'Avricourt gli rispose che se il documento non fosse stato pronto per le 5 del pomeriggio di quel giorno, lo avrebbe considerato un nemico e trattato come tale. Il governatore spaventato acconsentì e alle 5 del pomeriggio il documento era nelle mani dell'ufficiale francese.
Un prete cristiano, il capo della comunità cinese e il governatore stesso informarono Balny d'Avricourt del fatto che banditi locali attaccavano i mercanti in viaggio nella zona. Balny d'Avricourt rispose che il governatore era ancora a capo della provincia e che il compito di far rispettare la legge era suo. Alla fine, però, il giovane ufficiale cedette e promise di inviare Trentinian con 8 fanti di marina contro i banditi il giorno successivo. Quando Trentinian si recò nel luogo dove avrebbe dovuto incontrare una guida locale che avrebbe portato la sua squadra al campo dei banditi, non arrivò nessuno. Dopo aver aspettato inutilmente, tornò in città dopo aver distrutto sulla strada un posto di dogana locale e affisso sulle rovine il proclama di Garnier sul libero commercio lungo il fiume.

### Presa di Phủ Lý
La mattina del 26 novembre 1873, l'Espingole lasciò Hưng Yên e si diresse verso Phủ Lý. Dopo tre ore di viaggio, la cannoniera era in vista della città. La fortezza della città, situata alla confluenza del fiume che porta a Hưng Yên e Hanoi e dei fiumi che portano a Sơn Tây e Ninh Bình, era considerata una delle roccaforti strategicamente più importanti del delta del Fiume Rosso; aveva una circonferenza di circa 2 km ed ospitava tra le sue mura una guarnigione di oltre 800 soldati.
Il guardiamarina Balny d'Avricourt sbarcò insieme al dottor Harmand, al sottotenente Trentinian, a 15 fanti di marina presenti sulla cannoniera e a 12 marinai. Presto la squadra raggiunse una grande strada, alla fine della quale c'era una delle porte della fortezza. Un grande cannone era puntato sulla strada. Temendo che i cannonieri vietnamiti sparassero su di loro, Balny d'Avricourt ordinò ai suoi uomini di avanzare lungo i lati della strada, vicino alle case e non al suo centro. Quando i francesi raggiunsero la porta, notarono un gran numero di soldati sulle mura. Balny d'Avricourt chiese loro di aprire la porta: gli risposero che sarebbero andati a chiamare il prefetto. Dopo dieci minuti di inutile attesa, il giovane ufficiale francese cominciò a spazientirsi. Non avendo con sé cannoni, i francesi non avevano mezzi per forzare la porta anche se avessero voluto. Il sottotenente Trentinian si arrampicò fino alla parte superiore della porta (che era costituita da una griglia di legno e non da legno liscio, come le parti inferiore e centrale) e scoprì, guardando all'interno della fortezza, che i mandarini stavano prendendo i loro effetti personali e scappavando verso la porta opposta, seguiti da alcuni soldati. Trentinian informò immediatamente Balny d'Avricourt, che prese la decisione di scalare il muro, alto 15 piedi. Trentinian e i suoi fanti di marina si arrampicarono sul muro a sinistra della porta, mentre Balny d'Avricourt e i suoi marinai lo scalarono a destra.
Una volta che tutti furono in cima, i francesi decisero di percorrere il cammino di ronda. Trentinian andò a sinistra con i suoi fanti di marina, mentre Balny d'Avricourt e i suoi marinai andarono a destra. I pochi difensori che erano rimasti sul muro non fecero alcun tentativo di respingere i francesi e scapparono al loro avvicinarsi, alcuni addirittura saltando dal muro. I francesi aprirono il fuoco solo sui pochi che non avevano abbandonato le armi mentre fuggivano, e così le perdite vietnamite furono piuttosto limitate. Dopo 10 minuti l'intera fortezza era nelle mani dei francesi e la maggior parte dei difensori fuggivano attraverso le paludi circostanti, dove alcuni di loro annegarono; nelle ore successive i francesi recuperarono dalle paludi alcuni sopravvissuti, coperti di sanguisughe. Il prefetto fu avvistato in lontananza mentre veniva portato attraverso le paludi sul suo palanchino, che divenne il bersaglio del fuoco dei fucili francesi per alcuni minuti, fino a quando i portatori lo lasciarono cadere dandosi alla fuga. Balny d'Avricourt non ritenne opportuno inviare tra le paludi i suoi soldati nel tentativo di catturare il prefetto. Alcuni soldati vietnamiti furono catturati, ma la maggior parte era fuggita. All'interno della fortezza i francesi trovarono 26 cannoni, un gran numero di fucili di scarsa qualità, un considerevole quantitativo di riso e un'enorme quantità di "stringhe di monete", la moneta locale.
L'Espingole si trattenne per circa una settimana a Phủ Lý. Il sottotenente Trentinian e i suoi 15 fanti di marina rimasero nella fortezza, mentre i marinai dormivano a bordo della cannoniera. Il 1º dicembre 1873 un vietnamita di nome Lê Van Ba, che era stato designato da Garnier per essere messo al comando di Phủ Lý, arrivò finalmente da Hanoi con la sua piccola forza di milizia. I miliziani erano originari della provincia di Nam Định, ma si erano recati ad Hanoi per offrire il loro aiuto ai francesi non appena avevano saputo della cattura della città da parte di Garnier. Il tenente Garnier aveva nominato Lê Van Ba "generale di brigata" e aveva inviato i suoi miliziani verso Phủ Lý dopo aver sentito parlare della cattura della città da parte del guardiamarina Balny d'Avricourt.
Balny d'Avricourt e l'Espingole lasciarono Phủ Lý il 2 dicembre 1873, per andare a sottomettere la città fortificata di Hải Dương, portando via la totalità delle truppe francesi presenti a Phủ Lý, con grande disappunto del "generale" Ba. Prima di partire, però, Balny d'Avricourt e Trentinian avevano dedicato alcune ore a fornire un addestramento di base agli uomini di Ba, per dar loro un po' di fiducia nella possibilità di riuscire a sorvegliare la fortezza autonomamente.

### Tentativi di negoziazione di Hải Dương
Dopo aver lasciato Phủ Lý, l'Espingole si diresse verso Hải Dương, percorrendo prima il fiume Luộc e poi attraverso il fiume Thái Bình. La cannoniera arrivò in vista di Hải Dương la mattina del 3 dicembre 1873, poco dopo le 9. A meno di 2 km dai moli della città, la nave si incagliò. L'equipaggio la rimise presto in condizioni di navigare, ma il basso livello dell'acqua del fiume non le permise di avvicinarsi ulteriormente alla città.

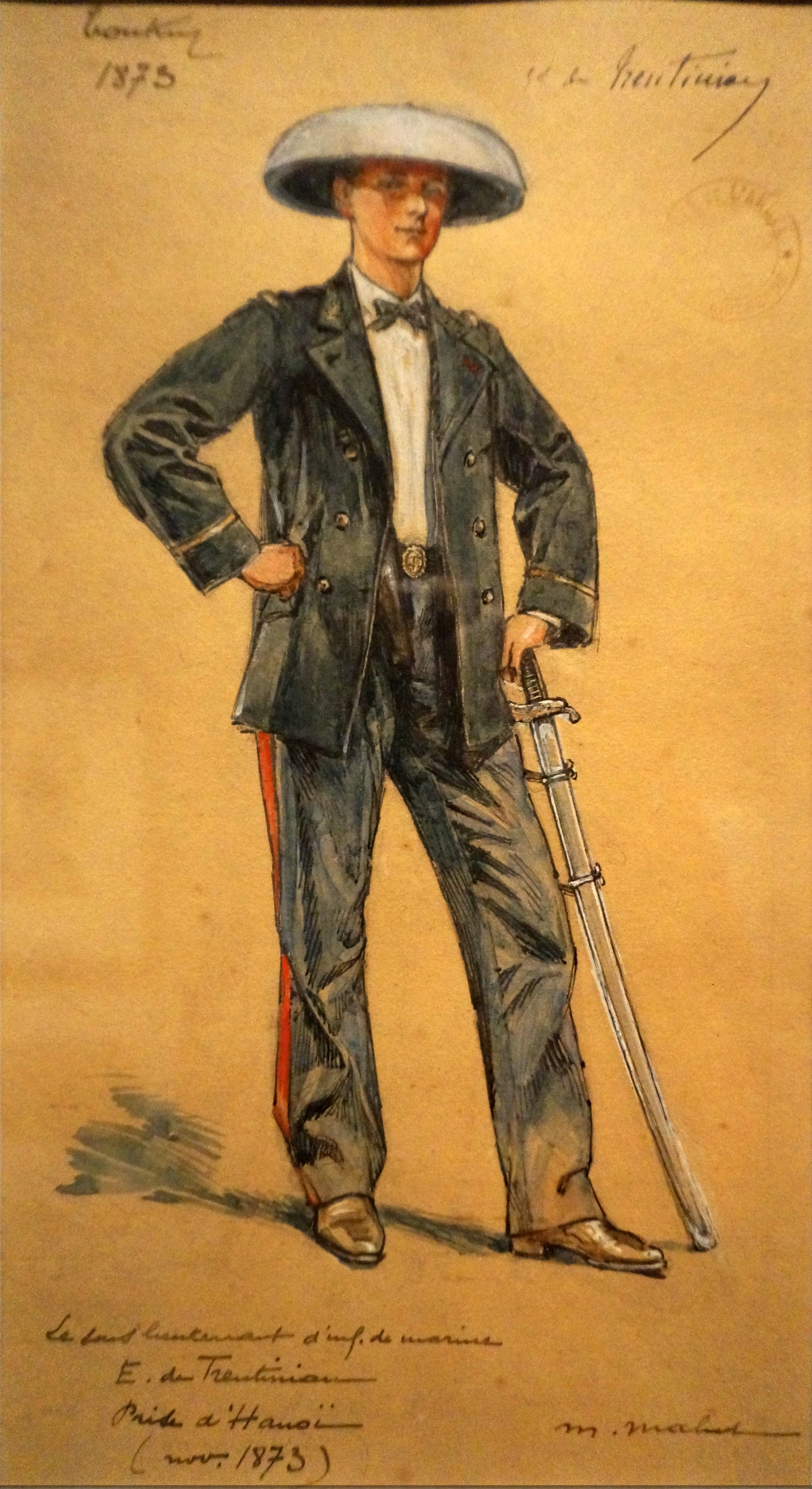
Il sottotenente Trentinian nel 1873

La cittadella di Hải Dương era una delle più imponenti strutture militari del Tonchino. La sua circonferenza superava i 3 km, le mura erano dotate di un gran numero di cannoni, compresi alcuni moderni modelli europei ed era difesa da una forza di circa 2000 soldati. Diversi piccoli forti erano situati sulla riva del fiume.
Il sottotenente Trentinian, quattro fanti di marina e un interprete andarono in città su una lancia a vapore per portare il proclama di Garnier al governatore locale e per ricevere la sua sottomissione. Alla piccola delegazione francese fu detto di aspettare il governatore in un edificio pubblico locale. Dopo 15 minuti, però, Trentinian si spazientì e marciò direttamente verso la cittadella dove chiese di essere lasciato entrare. Mentre era vicino alle mura, Trentinian notò alcuni soldati che stavano lavorando per allestire delle bocche di lupo.
Dopo poco tempo, le guardie fecero entrare il gruppo francese e lo portarono davanti al governatore. Il vecchio governatore Đặng Xuân Bảng ricevette educatamente l'inviato francese e gli offrì del tè. Sarcasticamente, osservò come fosse "una sfortuna" che la cannoniera francese non fosse stata in grado di avvicinarsi. Trentinian consegnò al governatore il proclama di Garnier e gli spiegò che il guardiamarina Balny d'Avricourt voleva incontrarlo sull'Espingole. Il vecchio governatore rifiutò fermamente di salire a bordo della cannoniera. Dopo aver tentato di convincerlo per un po', il giovane ufficiale francese alla fine minacciò di catturare Hải Dương "come abbiamo catturato Hanoi". La minaccia non ebbe alcun effetto sul governatore che continuò a declinare la richiesta, restando sempre, come riferisce Trentinian, molto educato per tutto il tempo.

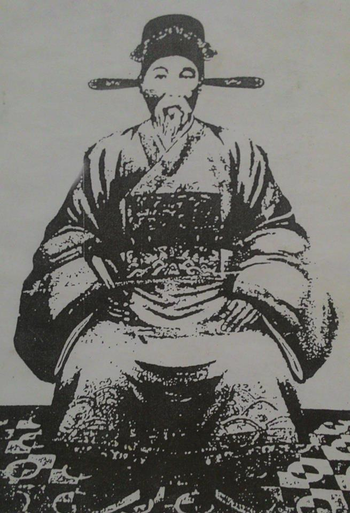
Il governatore Đặng Xuân Bảng

Trentinian e i suoi uomini tornarono a bordo dell'Espignole accompagnati da un mandarino senza importanza che aveva portato della frutta come regalo per Balny d'Avricourt. Quest'ultimo rifiutò il regalo e rispose che, se il governatore non fosse salito a bordo entro le 3 del pomeriggio, sarebbe stato considerato come un nemico. Allo scadere del termine, nessuno si era presentatao.
Dopo essersi consultato con Trentinian e Harmand, il guardiamarina Balny d'Avricourt decise per un'azione di forza. Alle 15:05, l'Espingole aprì il fuoco sulla cittadella da una distanza di circa 2 chilometri. Una decina di proiettili sparati con grande precisione danneggiarono seriamente la grande torre della cittadella. Sperando che questa dimostrazione di forza avesse convinto il governatore a cambiare idea, il guardiamarina Balny d'Avricourt ordinò di cessare il fuoco e salì sulla lancia a vapore con 10 uomini; quindi si recò al più vicino dei vari forti sulla riva del fiume per chiedere un parley.
Ad un caporale vietnamita che fu mandato da lui con una barca Balny d'Avricourt disse di avvisare il governatore che se non fosse arrivato entro le 8 di sera la cittadella sarebbe stata interamente distrutta dall'artiglieria. Alle 18 il capo della comunità cinese locale venne ad incontrare Balny d'Avricourt sull'Espingole. Dopo qualche discussione, Balny d'Avricourt disse che era disposto ad offrire un ulteriore ritardo fino alle 7 del mattino successivo, ma che se il governatore non fosse venuto prima della scadenza di questo nuovo termine tutte le trattative sarebbero state interrotte.
La mattina dopo, verso le 7, una giunca si accostò all'Espingole. Dentro c'erano il Lãnh binh della provincia e alcuni altri mandarini, ma non il governatore. Esasperato, Balny d'Avricourt li mandò via e disse loro che se entro le 8 del mattino il governatore non fosse arrivato avrebbe attaccato. Dato che alle 8:30 del mattino non era arrivato ancora nessuno, i francesi lanciarono il loro assalto.

### Battaglia di Hải Dương
Durante la notte i marinai francesi avevano sondato il fiume e trovato uno stretto passaggio con una profondità sufficiente alla cannoniera per ancorarsi a 250 metri dal primo forte, che si trovava a sua volta a circa 600 metri dalla cittadella. Alle 8:30, l'Espingole aprì il fuoco sul forte più vicino, nel quale fin dal primo mattino si erano riuniti molti soldati vietnamiti. Il forte rispose immediatamente al cannoneggiamento, ma i suoi colpi di artiglieria sorvolarono la cannoniera. Ciononostante, era necessario per i francesi neutralizzare il forte il più velocemente possibile, prima che potesse aggiustare la mira. Un gruppo di 15 fanti di marina al comando di Trentinian, 12 marinai al comando del guardiamarina Balny d'Avricourt e il dottor Harmand salirono su due sampan e procedettero allo sbarco. Quando erano a circa 50 metri dal piccolo forte, scatenarono una raffica di fucileria che presto sbaragliò i difensori.

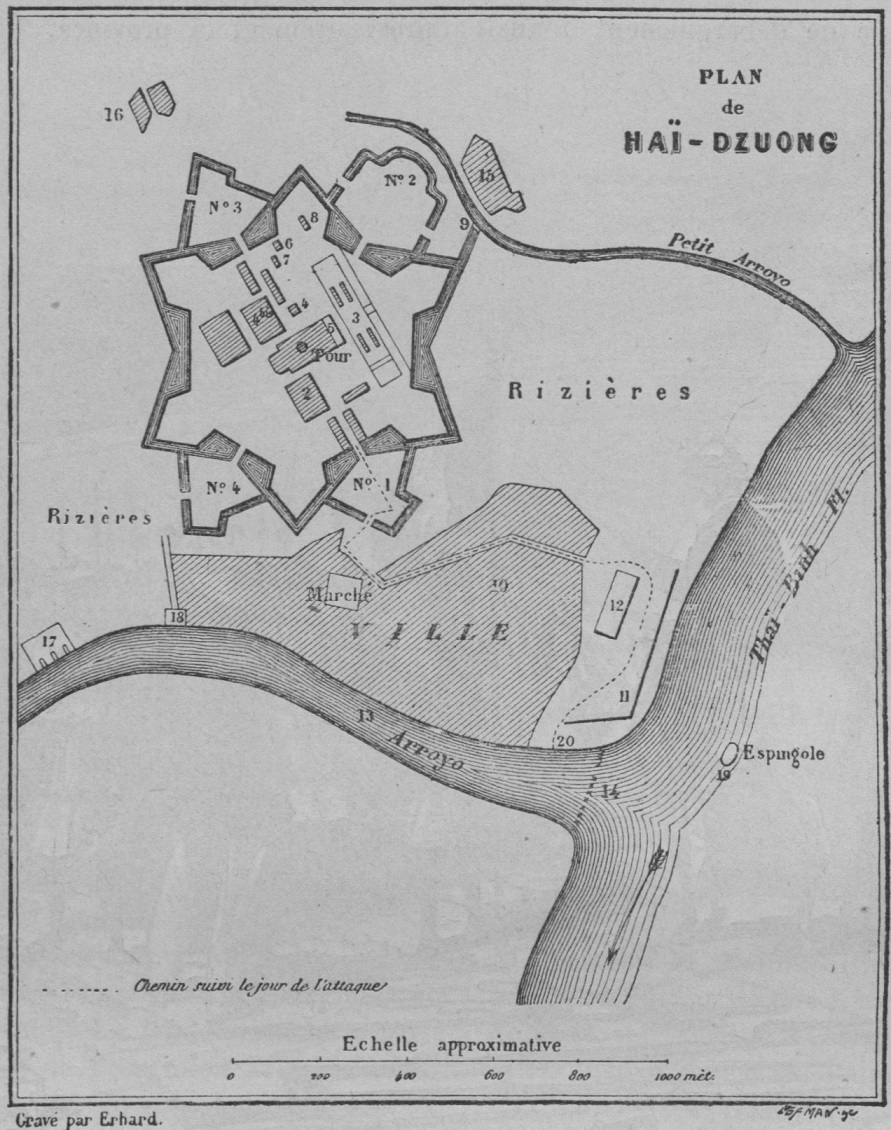
Hải Dương nel 1873. Il percorso della squadra francese è indicato dalla linea punteggiata

Dopo aver ripulito il forte, i francesi percorsero i 600 metri che li separavano dalla cittadella, sparando occasionalmente sulle truppe vietnamite in ritirata. Giunti al termine di una strada, i francesi si trovarono di fronte ad un bastione che proteggeva la porta orientale della cittadella. Il cannone sopra la porta sparò su di loro, mancando la squadra di appena una dozzina di metri e coprendola di polvere. I francesi tentarono di mettere a tacere la batteria con il fuoco dei fucili, ma vedendo che gli artiglieri erano determinati a ricaricare il cannone, decisero di avanzare e di mettersi al riparo sotto il muro del bastione. I francesi cercarono allora di sfondare il cancello del bastione con le asce, ma alla fine decisero di scalare le sue pareti che non erano molto alte distruggendo le punte di bambù in cima al bastione a colpi di sciabola. Alla vista dei francesi, tutti i difensori presenti nel bastione fuggirono.
I difensori del muro principale della cittadella, invece, non si diedero alla fuga. La squadra francese si trovò in vista della porta della cittadella, che era separata dal bastione da un fossato attraversato da un piccolo ponte. Dall'alto delle mura quattro cannoni dominavano il luogo. Non appena i difensori notarono i francesi, i quattro cannoni spararono quasi contemporaneamente. Nessuno di loro raggiunse l'obiettivo, ma la situazione per i francesi si era fatta critica. Il guardiamarina Balny d'Avricourt ordinò di correre tutti verso il cancello dopo la salva successiva. Sotto la copertura di una piccola casa, i francesi aspettarono la seconda salva, che arrivò presto e che nuovamente non colpì nessuno. Non appena i cannoni ebbero sparato, la squadra francese si precipitò attraverso il ponte e venne a ripararsi sotto il portico del cancello, proprio contro la porta. Ad alcuni uomini, che avevano esitato e che erano rimasti dall'altra parte del ponte, fu ordinato di sparare ai serventi dei cannoni vietnamiti.
Anche se protetti dal fuoco dei difensori dal portico, la situazione dei francesi restava critica. Non avevano cannoni per far saltare il cancello, né scale per scalare le mura. Un marinaio riuscì a fare una piccola breccia nella spessa porta di legno con la sua ascia, solo per scoprire che dietro erano stati posti dei gabbioni riempiti di terra. Da sopra il cancello i difensori lanciavano pietre e mattoni, costringendo gli attaccanti a rimanere ammassati sotto il portico. Alcuni fucili spuntavano da una griglia in cima alla porta e sparavano alla cieca sopra le teste dei francesi. Mentre rispondeva al fuoco con il suo fucile, Harmand fracassò la griglia di legno che componeva la parte superiore del cancello. Vedendo questo, Balny d'Avricourt si issò in cima alla porta e, dopo aver rimosso manualmente ciò che rimaneva della parte danneggiata della griglia, fece passare il braccio attraverso la breccia e puntò la sua pistola contro i cinque fucilieri vietnamiti che lo guardavano increduli dall'altra parte. Dopo alcuni secondi di esitazione da entrambe le parti, Balny d'Avricourt fece fuoco su di loro ed essi subito fuggirono. La conseguenza fu la rotta generale dei difensori.

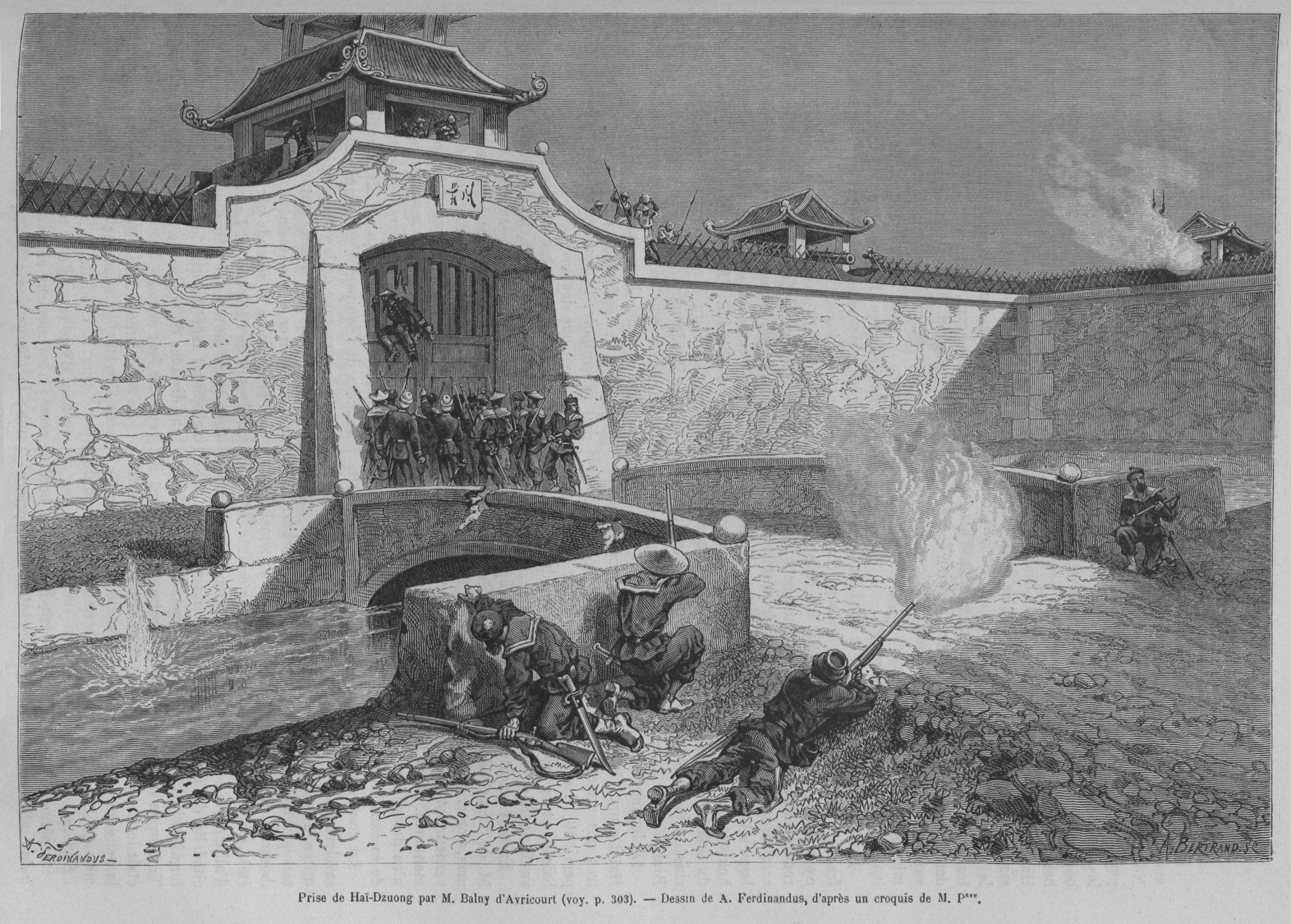
L'attacco francese alla cittadella di Hải Dương

Dopo aver allargato ancora un po' la breccia, Balny d'Avricourt entrò, presto seguito da Harmand e da quattro fanti di marina. Passare attraverso la stretta breccia era molto faticoso e richiedeva molto tempo. Balny d'Avricourt decise quindi di procedere con i pochi uomini che erano già all'interno e di tentare di catturare il governatore prima che potesse fuggire. Balny d'Avricourt andò con due uomini verso la porta sud, mentre Harmand e gli altri due uomini si diressero verso la porta nord. Balny d'Avricourt trovò la porta sud priva di difensori ma chiusa. Quando arrivò alla porta occidentale, però, la trovò spalancata: decine di soldati vietnamiti stavano scappando attraverso di essa. Balny d'Avricourt costrinse alcuni di loro a rientrare e fece chiudere la porta. A quel punto, mentre era isolato dai due fanti di marina che erano venuti con lui, Balny d'Avricourt si trovò di fronte ad un gruppo di soldati vietnamiti (una trentina secondo Romante de Caillaud, un centinaio secondo Gautier) che erano arrivati lì per fuggire attraverso il cancello, ma che si erano fermati davanti a lui quando il cancello fu chiuso. In un'azione disperata, il guardiamarina francese si lanciò alla carica contro di loro. I soldati vietnamiti, demoralizzati, si dispersero immediatamente dopo aver gettato le armi.
Alle 10, o alle 10:15, tutte le truppe francesi erano all'interno della cittadella e la bandiera francese sventolava in cima alla grande torre. In poco più di un'ora di combattimento la squadra francese forte di 30 uomini aveva catturato l'enorme fortezza senza subire una sola perdita. I francesi catturarono alcune centinaia di difensori, ma la maggior parte di loro era riuscita a fuggire, compreso il governatore e tutti i mandarini più importanti. All'interno della cittadella i francesi trovarono 80 cannoni, alcuni dei quali erano modelli recenti di fabbricazione britannica. Balny d'Avricourt non aveva però previsto che il contingente francese rimanesse in città, e così ordinò che la maggior parte dei cannoni fossero chiodati e che le altre armi fossero bruciate, a parte 200 lance e 60 fucili che conservò per armare la milizia leale ai francesi che nelle sue intenzioni avrebbe tenuto la cittadella.
Balny d'Avricourt scrisse una lettera al governatore Đặng Xuân Bảng, offrendogli la restituzione della fortezza se avesse finalmente accettato di venire a trovarlo a bordo dell'Espingole. La lettera rimase senza risposta. L'Espingole e i suoi uomini sarebbero rimasti a Hải Dương fino al 14 dicembre 1873, quando una lettera di Garnier ordinò a Balny d'Avricourt e ai suoi uomini di partire per Nam Định dopo aver lasciato Trentinian e i suoi 17 fanti di marina al comando della città.

### Presa di Ninh Bình
Il 30 novembre 1873, quando l'Espingole si trovava a Phủ Lý, Trentinian era stato informato dagli abitanti di un villaggio vicino che il governatore di Ninh Bình e il fuggitivo quan-àn (mandarino della giustizia) di Hanoi si stavano organizzando per opporsi ai francesi. Circa 400 soldati erano recentemente arrivati nella cittadella per rinforzare la guarnigione e sul fiume era in corso la costruzione di una massiccia diga. Trentinian inviò immediatamente un corriere ad Hanoi per informare in merito Garnier. Garnier, che pensava che l'Espingole si trovasse a Phủ Lý, mandò l'aspirante Hautefeuille ad ordinare a Balny d'Avricourt di andare a occupare Ninh Bình.
La mattina presto del 2 novembre 1873 Hautefeuille lasciò Hanoi su una lancia a vapore insieme a un quartiermastro, sei marinai e a un civile di Saigon che serviva da interprete. Avevano portato con loro un cannone da 4 libbre, sei granate, sei colpi a mitraglia e 250 cartucce per i fucili. La sera raggiunsero Phủ Lý, dove il "generale" Lê Van Ba li informò che l'Espingole era partito per Hải Dương all'inizio della giornata. Hautefeuille e i suoi uomini partirono immediatamente per il luogo dove era in costruzione la diga, dove arrivarono la mattina seguente. Quando i francesi si avvicinarono, tutti gli operai si diedero alla fuga. Hautefeuille catturò un mandarino di basso rango di Ninh Bình che stava supervisionando la costruzione, ma presto lo rilasciò. I francesi affondarono le piccole barche cariche di pietre per costruire la diga sul fiume, quindi si recarono alla missione cattolica di Kẻ Sở.

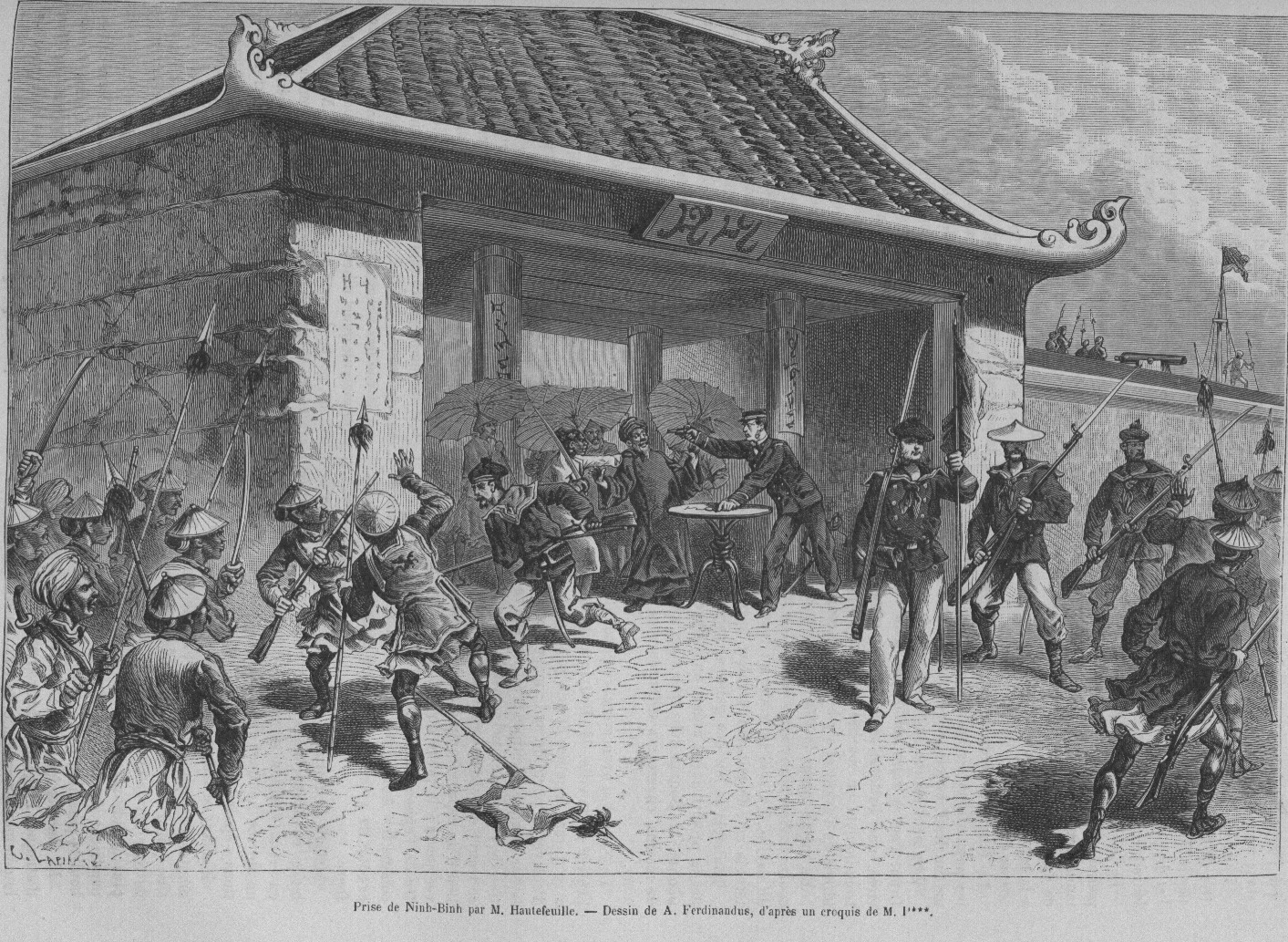
L'esercito francese cattura la cittadella di Ninh Binh

Mentre la piccola spedizione francese riposava presso la missione di Kẻ Sở, vicino a Phủ Lý, Hautefeuille apprese che una seconda diga era in costruzione a Ninh Bình, molto vicino alla cittadella. Hautefeuille decise di occuparsi anche di questa diga. Verso le 4 di mattina del 5 dicembre 1873 la sua lancia a vapore arrivò in vista di Ninh Bình. Avendo sentito il rumore della lancia, molti soldati vietnamiti salirono sulle mura e i francesi poterono notarli sul parapetto illuminato dalle torce. Alcuni dei difensori urlarono contro i francesi e in risposta Hautefeuille sparò una delle sue sei granate su uno dei forti, situato su un'alta roccia. A seguito dello sparo, i difensori spensero le luci e nessuna delle due parti intraprese ulteriori azioni. Hautefeuille spense il motore della lancia a vapore e aspettò che si facesse giorno.
La mattina presto, dopo che la nebbia si era dissipata, i francesi poterono vedere le mura della cittadella piene di soldati. Mentre i francesi cercavano di uscire dal raggio di tiro dei cannoni, la caldaia della lancia a vapore si ruppe, rendendo la nave inutilizzabile e coprendoli di vapore. Dopo aver ordinato ai suoi uomini di inastare le baionette e di prendere la bandiera, Hautefeuille salì su una canoa con cinque dei suoi marinai e il suo interprete, e si diresse verso la riva, mentre i soldati vietnamiti uscivano dalla cittadella.
Quando la squadra sbarcò, fu sommersa da civili curiosi, alcuni dei quali tentarono persino di regalare un bue e dei maiali all'ufficiale francese. Hautefeuille e i suoi uomini marciarono allora con passo deciso verso la porta della cittadella e furono presto circondati dai soldati vietnamiti che marciarono di fianco a loro, puntando le lance e i fucili senza però osare attaccare per primi, probabilmente sperando di prendere prigionieri i francesi. Arrivato vicino al fossato, Hautefeuille notò il governatore della provincia, Nguyễn Vũ, che riconobbe immediatamente come tale a causa dei suoi quattro parasoli.

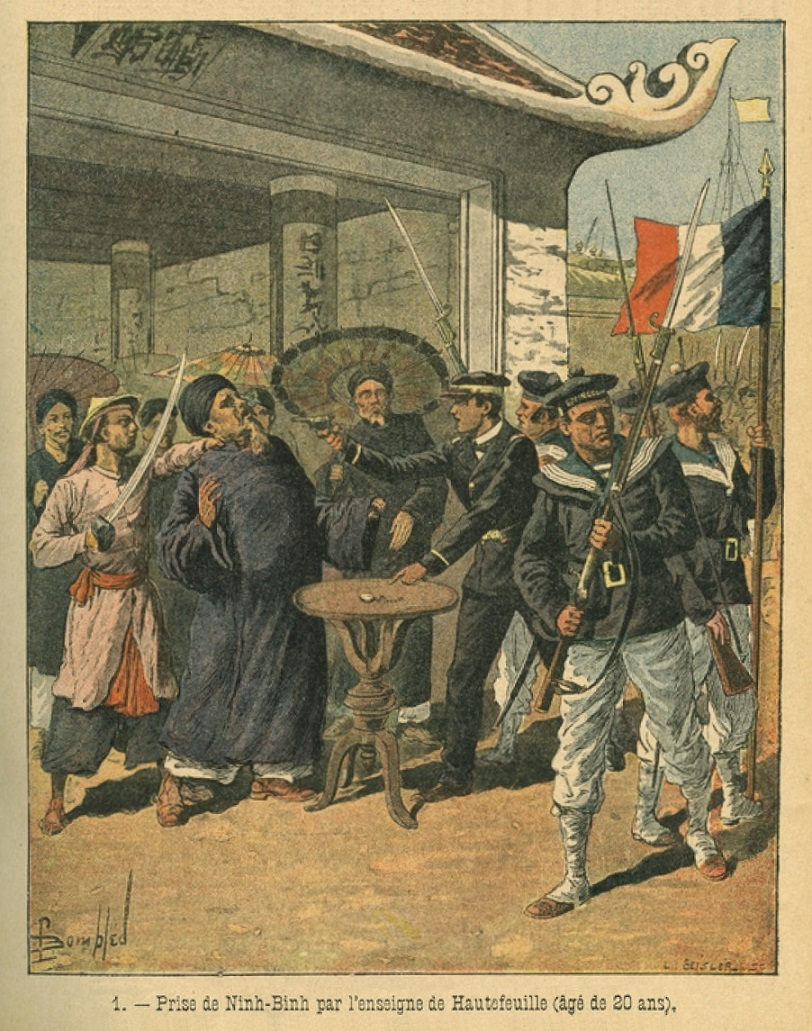
La presa di Ninh Bình da parte dell'allievo ufficiale Hautefeuille e dei suoi uomini

Con la pistola in mano, Hautefeuille chiese al governatore quale fosse la sua posizione sul proclama di Garnier. Il governatore rispose che lo sosteneva con tutto il cuore. Come risposta il giovane ufficiale francese mostrò al governatore un ordine scritto che aveva preso dal mandarino presso la diga due giorni prima e che ordinava la coscrizione degli abitanti dei villaggi per costruire le dighe. Il governatore era piuttosto imbarazzato e Hautefeuille chiese di avere una prova scritta della sua sottomissione. Il governatore acconsentì, ma quando Hautefeuille chiese di entrare nella fortezza al suo fianco per assistere alla stesura del documento, il governatore Nguyễn Vũ si oppose fermamente.
Come risposta, Hautefeuille afferrò improvvisamente il governatore per il colletto e, dopo aver messo il suo orologio su un tavolo, puntò la sua pistola alla tempia del governatore. Minacciò di fargli saltare il cervello se tutti i mandarini locali e il fuggitivo quan-àn di Hanoi non fossero stati riuniti entro 15 minuti per entrare nella cittadella al loro fianco. Alcuni dei soldati vietnamiti intorno a loro si erano mossi in avanti alla vista di questa scena, ma si ritirarono immediatamente quando i marinai francesi presero la mira.
Tredici minuti dopo, tutti i mandarini erano stati riuniti e alle 7:44 entrarono nella cittadella a fianco di Hautefeuille e dei suoi uomini. Invece di portare il governatore nel suo palazzo per scrivere la lettera di sottomissione, il giovane ufficiale fece legare lui e gli altri mandarini e mandò un marinaio ad issare la bandiera francese sulla torre della cittadella. Quindi fece sedere ad un tavolo il governatore, con della carta per firmare la capitolazione e sotto la sorveglianza di quattro dei suoi marinai. Nel frattempo Hatefeuille se ne andò a visitare la cittadella con il Lãnh binh (generale) della provincia, i due marinai rimasti e il suo interprete. Al suo ritorno, il quan-àn di Ninh Bình era riuscito a fuggire e il governatore si rifiutava di assumersi la responsabilità della capitolazione da solo, per paura delle conseguenze. Hautefeuille lo dichiarò prigioniero di guerra e lo rinchiuse nel forte sull'alta roccia. Ai 1700 difensori della fortezza fu prontamente ordinato di lasciare il posto senza le loro armi, cosa che fecero prontamente.
La quantità di armi catturate fu abbastanza massiccia: 46 cannoni, una dozzina di archibusoni, centinaia di fucili, migliaia di lance e una grande quantità di polvere da sparo. Nel caveau della cittadella Hautefeuille trovò anche una notevole quantità di "stringhe di monete". Hautefeuille iniziò subito ad amministrare la provincia e nominò nuovi mandarini. Il giorno successivo alla sua presa di potere, decine di ex difensori tornarono per arruolarsi al suo servizio, ma la metà di essi disertò il giorno successivo, in seguito ad una falsa voce sull'imminente arrivo da Thanh Hóa di un esercito imperiale forte di 5000 uomini.
Garnier visitò brevemente Ninh Bình il 9 dicembre 1873 e lasciò Hautefeuille a capo della provincia. Durante il mese che passò ad amministrare questa grande provincia, Hautefeuille visitò la città e i villaggi vicini accompagnato solo dal suo interprete e senza scorta e spese una gran parte delle "stringhe di monete" trovate nella fortezza distribuendole agli abitanti dei villaggi che incontrava.

### Battaglia di Nam Định
Tornati ad Hanoi, Garnier e Dupuis avevano deciso di attaccare Sơn Tây, dove si trovava il principe Hoàng Kế Viêm con il suo esercito e con le Bandiere nere, da lui assoldate. Tuttavia, una lettera di un missionario cristiano di Nam Định raggiunse Garnier il 4 dicembre 1873, informandolo che le autorità imperiali della città stavano operando una dura repressione nei confronti di numerosi indigeni cristiani filofrancesi. Garnier decise di rimandare l'attacco a Sơn Tây e di partire per Nam Định a bordo dello Scorpion, con 70 marinai e 15 fanti di marina.
Il 7 dicembre 1873, al crepuscolo, lo Scorpion raggiunse Phủ Lý. Una lettera del guardiamarina Bain de la Coquerie, che era stato lasciato al comando di Hanoi con 30 marinai e i mercenari di Dupuis, informò Garnier che le Bandiere nere di base a Sơn Tây conducevano ripetute incursioni nei villaggi nelle vicinanze di Hanoi. Garnier rimandò via terra ad Hanoi i suoi 15 fanti di marina e la mattina successiva partì per Ninh Bình.
Il 9 dicembre 1873 lo Scorpion arrivò a Ninh Bình. Dopo essersi congratulato con il suo giovane subordinato per la cattura della città, Garnier sostituì i 7 marinai di Hautefoille con 10 dei suoi (i più indisciplinati) e prese il cannone: quindi, la mattina del 10 dicembre 1873 partì per Nam Định. Alla confluenza dei fiumi Đáy e Nam Định, la cannoniera finì sotto il fuoco di tre forti. Dopo una battaglia di artiglieria lunga due ore, i forti furono abbandonati dai difensori. I superstiti furono catturati dalle truppe francesi, che poi distrussero i cannoni rimasti prima di tornare a bordo dello Scorpion. Il mattino seguente, i francesi ripresero il loro viaggio verso Nam Định, con alcuni dei soldati a bordo di due sampan trainati dallo Scorpion.
Verso le 9 del mattino arrivarono in vista di Nam Định, una città di 50 000 abitanti e una delle fortezze più importanti del delta. Mentre si avvicinavano, una batteria di artiglieria vietnamita che i francesi non avevano notato aprì il fuoco e colpì la prua corazzata della cannoniera, causando qualche lieve danno. Nello stesso momento, anche la cittadella aprì il fuoco, ma la maggior parte dei suoi colpi mancò la nave: solo un colpo riuscì a causare qualche lieve danno a uno degli alberi. Nel frattempo il fuoco di copertura dei marinai francesi posizionati sulla coffa aveva messo a tacere la batteria vietnamita. L'aspirante Bouxin e 20 marinai sbarcarono allora sulla riva e, dopo aver eliminato i cannonieri e chiodato i cannoni, ritornarono a bordo. Poco tempo dopo, Bouxin e i suoi marinai sbarcarono di nuovo con un cannone, a sud della città. Garnier li aveva incaricati di attaccare la porta meridionale della cittadella per creare un diversivo. Una vasta area scoperta separava il piccolo gruppo dalle mura e i difensori avevano concentrato una notevole quantità di forze su questo lato. I marinai francesi avanzarono verso le mura sotto una la pioggia di proiettili, ma dopo che uno di loro fu gravemente ferito, si ritirarono.

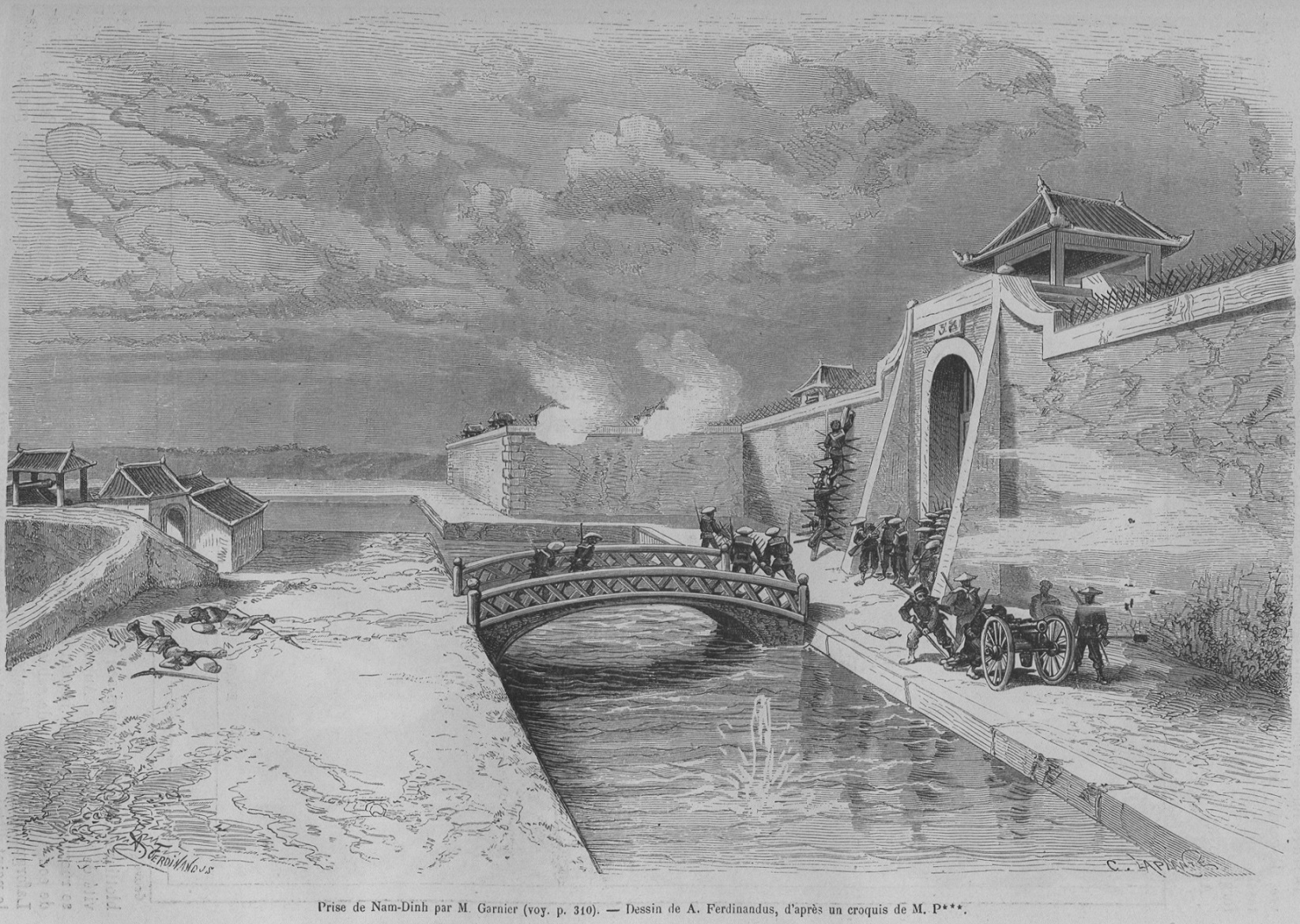
Garnier e i suoi uomini assaltano la cittadella di Nam Định

Nel frattempo lo Scorpion si avvicinò alla cittadella. Il suo cannone principale, soprannominato Le Porte-Désolation dai marinai, scatenò una spaventosa pioggia di proiettili sulla fortezza. I difensori risposero al fuoco con i loro cannoni, ma tutti i colpi volarono ben al di sopra della cannoniera. Garnier ordinò lo sbarco di un altro gruppo, che era imbarcato nel secondo sampan e guidato dall'idrografo Bouillet, ma il sampan si fermò prima di raggiungere la riva. Inaspettatamente, un gruppo di civili che stava guardando la battaglia di artiglieria lanciò una corda ai francesi e tirò a riva l'imbarcazione.
Pochi istanti dopo, Garnier stesso sbarcò vicino alla porta orientale con 15 marinai e il cannone che aveva preso da Hautefeuille due giorni prima. Furono presto raggiunti dal distaccamento di Bouillet e insieme presero d'assalto il bastione che li separava dalla porta. Mentre stava per usare il cannone per far saltare il cancello, Garnier notò della terra che usciva da una piccola fessura in cima ad esso. Capì immediatamente che i difensori avevano completamente bloccato l'ingresso. Poiché tentare di far saltare il cancello bloccato sarebbe stato inutile, ordinò di usare il cannone per il fuoco di copertura, sparando su una parte del muro alla sua destra, dove il fuoco dei difensori era particolarmente intenso.
Alcuni cavalli di frisia si trovavano su un piccolo ponte tra il bastione e la porta e Garnier ebbe l'idea di usarli come scala per dare l'assalto al muro. Posizionati i cavalli di frisia contro il muro, l'impavido tenente francese stava per andare all'attacco per primo, ma un marinaio di nome Robert, che aveva partecipato alla cattura di Ninh Bình con Hautefeuille, insistette per essere il primo a scalare le mura. Quando i francesi apparvero in cima alle mura, i difensori si diedero alla fuga, in maggioranza attraverso la porta meridionale. Anche se non ci furono morti fra loro, durante questo assalto i francesi subirono le loro prime vittime dall'inizio della spedizione, poiché cinque uomini restarono feriti, alcuni dei quali gravemente.
Con la caduta di Nam Định l'11 dicembre 1873, i francesi divennero i padroni incontrastati dell'intero delta del Fiume Rosso e dei suoi 7 milioni di abitanti. In sole tre settimane il piccolo corpo di spedizione aveva conquistato la maggior parte del Tonchino.
Il 12 dicembre 1873 Garnier ordinò al guardiamarina Esmez di partire per Hanoi con lo Scorpion, di far sbarcare nella città 15 soldati e poi di navigare lungo costa per incontrare il D'Estrées, che era da poco tornato da Saigon. Nel frattempo Garnier aveva richiamato Balny d'Avricourt e l'Espingole da Hải Dương. Dopo aver lasciato la città sotto la guida di Trentinian, il 14 dicembre 1873 Balny d'Avricourt partì per Nam Định, raggiungendola il giorno successivo.
Garnier lasciò Nam Định e tutta la provincia, che contava più di un milione di abitanti, sotto il comando del dottor Harmand, che aveva con sé 25 marinai, e ritornò ad Hanoi sull'Espingole insieme al resto dei suoi uomini.

## Attacco ad Hanoi

### Le Bandiere Nere attaccano la cittadella
Garnier arrivò ad Hanoi il 18 dicembre 1873. Dopo aver preso accordi con Dupuis, decise di catturare Sơn Tây per porre fine alle continue incursioni nella periferia di Hanoi, ma un'inaspettata delegazione di funzionari della corte imperiale di Huế arrivò ad Hanoi la sera del 19 dicembre 1873 per negoziare la pace. Garnier cancellò il suo previsto attacco a Sơn Tây e proclamò una tregua, che fu resa nota a Sơn Tây.
Il 21 dicembre 1873, mentre Garnier stava negoziando la pace con gli inviati imperiali, l'esercito di Sơn Tây, circa 2000 soldati vietnamiti guidati da Hoàng Kế Viêm, e circa 600 Bandiere nere giunsero in vista di Hanoi. Le Bandiere nere attaccarono immediatamente la cittadella, mentre l'esercito vietnamita rimase quasi un chilometro dietro di loro. Tra le file dell'esercito vietnamita i francesi notarono un elefante, fatto che indicava la presenza di importanti ufficiali. Da un piccolo villaggio a circa 200 metri dalle mura le Bandiere nere aprirono il fuoco sulla parte sud-occidentale della cittadella con i loro fucili e archibusoni.
Aspettandosi un attacco da più parti, Garnier inviò subito il guardiamarina Bain de la Coquerie e 30 uomini a difendere la parte nord delle mura. Non volendo usare i cannoni obsoleti della cittadella, mandò l'aspirante Perrin e alcuni uomini a prendere un cannone francese per portarlo sul lato che veniva attaccato. La potenza di fuoco del cannone francese causò immediatamente grande scompiglio tra gli attaccanti. Una granata esplose in mezzo all'esercito vietnamita che era rimasto in lontananza, facendolo ritirare in preda al panico. Le Bandiere nere, invece, si ritirarono lentamente continuando a sparare. Molti di loro erano stati uccisi dai cannoni francesi e molti cadaveri coprivano il terreno davanti alle mura. Solo un soldato francese rimase ferito durante l'attacco.

### Contrattacco francese
Garnier non era soddisfatto di questa vittoria difensiva. Desideroso di assestare un colpo decisivo alle Bandiere nere, organizzò un contrattacco. Dopo aver inviato il guardiamarina Balny d'Avricourt e i suoi 12 marinai verso ovest per fiancheggiare il nemico, egli stesso procedette con 18 uomini e un cannone verso il villaggio di Thủ Lệ, situato a circa 1,2 km a sud-ovest della cittadella, dove le Bandiere nere avevano temporaneamente arrestato la loro ritirata. Mentre le due squadre francesi si muovevano nelle rispettive direzioni, il cannone sul muro bombardava Thủ Lệ.
Mentre Garnier e la sua piccola squadra marciavano a passo sostenuto verso Thủ Lệ attraverso un campo di riso, il loro cannone si impantanò nel terreno paludoso. Impaziente, Garnier lasciò il cannone sotto la guardia del sottufficiale Castagnet e due marinai e riprese l'avanzata, ora a passo di corsa. Il cannone francese sul muro della cittadella, che per tutto il tempo aveva sparato su Thủ Lệ al di sopra delle teste del distaccamento francese, fu ora costretto a cessare il fuoco per evitare di colpirlo. Quando raggiunse Thu-Lê, Garnier mandò il sergente Champion e metà della squadra a prendere il controllo del villaggio, mentre lui corse con il resto degli uomini verso un tumulo vicino al villaggio, dalla cima del quale aveva visto scomparire, diretto dall'altra parte, un gruppo di Bandiere Nere..

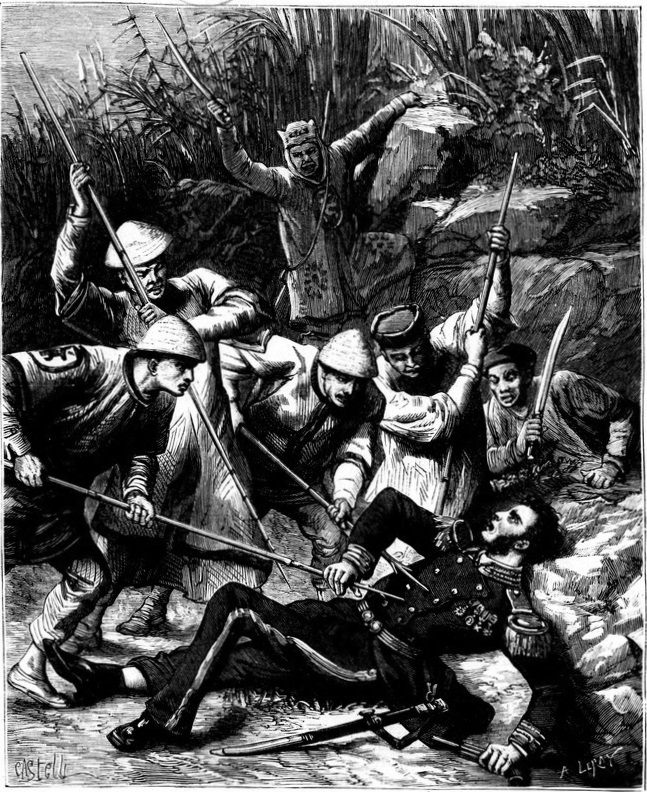
La morte di Francis Garnier

Garnier corse sulla collinetta gridando ai suoi uomini: "En avant à la baïonnette!". Solo tre uomini, un marinaio e due fanti di marina, riuscirono a tenere il passo del loro frenetico comandante: il marinaio Dagorne, il caporale Guérin e il soldato Laforgue. Quando raggiunsero la cima del tumulo una raffica fu sparata contro di loro dai soldati delle Bandiere nere che li stavano aspettando dall'altro lato. Dagorne fu ucciso all'istante da una pallottola al cuore, Guérin fu ferito al volto e Laforgue arrestò la sua avanzata. Garnier invece continuò a procedere, scaricando la sua pistola sulle Bandiere nere mentre queste si nascondevano in un piccolo boschetto di bambù. Quando raggiunse la base del tumulo, Garnier inciampò in un piccolo avvallamento del terreno e cadde..
Immediatamente, i soldati delle Bandiere nere uscirono dal boschetto e trafissero il comandante francese con le loro lance e spade, mentre altri spararono ai suoi due compagni che erano rimasti in cima al tumulo. Anche se affranti per la sorte del loro capo, Guérin e Laforgue voltarono le spalle e si ritirarono verso Champion e il resto della squadra nel villaggio.. Le Bandiere nere li avevano seguiti e ne seguì uno scontro a fuoco. La squadra francese si ritirò verso il pezzo di artiglieria rimasto nel campo di riso e le Bandiere nere cessarono il loro inseguimento. Poco dopo, i francesi tornarono al villaggio: le Bandiere nere avevano completamente lasciato la zona e continuato la loro ritirata. Presso il tumulo i francesi trovarono i cadaveri di Garnier e Dagorne senza le teste, che le Bandiere Nere avevano portato via come trofei.
Nel frattempo, il guardiamarina Balny d'Avricourt e i suoi 12 uomini erano stati coinvolti in un violento scontro a fuoco, durante il quale un marinaio rimase ferito. Un altro marinaio, Bonifay, era disperso in azione. Mentre gli eventi a Thủ Lệ si stavano svolgendo, Balny d'Avricourt e i suoi uomini erano tornati alle mura per prendere delle munizioni, che furono calate loro con una corda. Mentre la squadra stava tornando alla sua ultima posizione per cercare Bonifay, si imbatterono nel dottor Chédan, il medico dello Scorpion: era uscito per raggiungere Garnier ma, non sapendo dove trovarlo, decise di unirsi al gruppo di Balny d'Avricourt.
Arrivati ad un villaggio a circa 3 km dalle mura, i francesi trovarono il cadavere decapitato di Bonifay. Infuriatosi a questa vista, Balny d'Avricourt ordinò di avanzare verso un argine dietro il quale si nascondevano le Bandiere nere, vicino alla pagoda Đền Voi Phục. Quando la squadra francese si avvicinò, le Bandiere nere scaricarono una raffica su di loro, uccidendo il marinaio Sorre e ferendo altri due marinai. Quando le Bandiere nere uscirono dalla loro copertura, Balny d'Avricourt svuotò la sua pistola su di loro e poi sguainò la sua spada, ma fu presto sopraffatto e ucciso mentre il resto della squadra francese si ritirava.

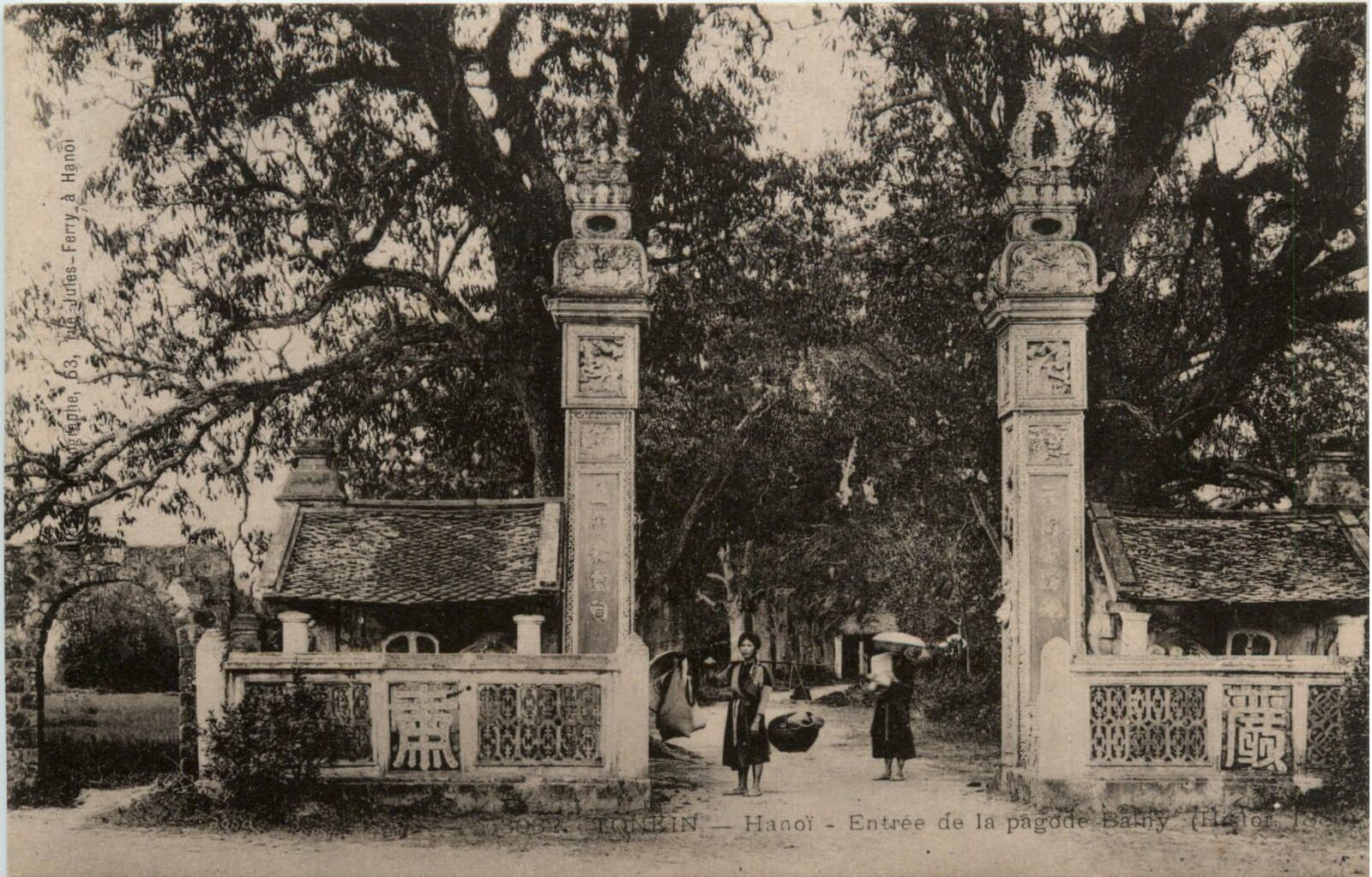
La pagoda dove il guardiamarina Balny d'Avricourt venne ucciso

Chédan e i sette uomini ancora in grado di combattere presero con sé i due feriti e si ritirarono verso la pagoda, dalla quale ingaggiarono uno scontro a fuoco con le Bandiere Nere, che alla fine si sganciarono e si ritirarono. La squadra francese tornò allora alla cittadella con il corpo senza testa di Bonifay, ma senza quelli di Balny d'Avricourt e Sorre, che erano stati portati via dai loro nemici.
Le Bandiere nere e le truppe vietnamite si ritirarono successivamente verso Sơn Tây, portando con sé le teste di Garnier e Balny d'Avricourt. La mancata riconquista di Hanoi fu in qualche modo compensata dal grande successo strategico costituito dall'eliminazione di colui che era la mente della conquista e di uno dei suoi principali ufficiali. Anche se profondamente colpiti dalla perdita del loro leader carismatico, gli uomini di Garnier mantennero comunque il controllo della regione, con Trentignan a Hải Dương, Harmand a Nam Định ed Hautefeuille a Ninh Bình.
Il 25 dicembre 1873 il guardiamarina Esmez, che era tornato con lo Scorpion, assunse il comando della forza di spedizione e organizzò attentamente la difesa di Hanoi in previsione di ulteriori attacchi. Tuttavia non ci fu un ulteriore attacco ad Hanoi, in quanto gli ufficiali imperiali a Sơn Tây non se la sentivano di attaccare di nuovo dopo la loro rotta e le Bandiere nere non erano in grado di organizzare un attacco da sole dopo le pesanti perdite che avevano subito il 21 dicembre. Esmez e i mandarini imperiali ripresero i negoziati interrotti, ma li interruppero poco dopo, quando furono informati dell'imminente arrivo di un nuovo inviato diplomatico francese e di un ambasciatore imperiale da Huế.

## L'intervento di Philastre
Nei primi anni 70 del XIX secolo il governo francese, ancora sotto choc per la recente sconfitta subita ad opera della Prussia, era fermamente contrario a qualsiasi guerra coloniale. I recenti cambiamenti di confine con l'Impero tedesco avevano lasciato un pericoloso varco nelle fortificazioni di confine e nessuna impresa coloniale doveva essere intrapresa fino a quando questo nuovo confine non fosse stato reso completamente sicuro.
Quando venne a sapere come era andata a finire la spedizione di Garnier, l'ammiraglio Dupré, che temeva la reazione del ministro delle Colonie, si trovò in una situazione di imbarazzo. Il giorno in cui seppe della cattura di Hanoi da parte di Garnier, Dupré scrisse immediatamente al ministro una lettera, nella quale esprimeva il suo rammarico per l'"eccessiva audacia" del suo inviato diplomatico. L'ammiraglio inviò allora il tenente Paul-Louis-Félix Philastre a sostituire Garnier ad Hanoi. Philastre era un amico di Garnier e aveva spesso servito come diplomatico alla corte imperiale di Huế. Quando il 6 dicembre 1873 Philastre ricevette una lettera che lo informava della cattura di Hanoi, scrisse prontamente a Garnier:
Garnier non poté mai leggere la lettera, perché era già morto quando questa giunse nel Tonchino.
Il 7 dicembre 1873 il tenente Philastre partì da Saigon per sostituire Garnier come inviato diplomatico nel Tonchino e per porre fine alla sua campagna non autorizzata. Philastre lasciò Saigon sul Decrès e, dopo una sosta di diversi giorni a Huế per incontrare i funzionari imperiali, arrivò a Haiphong il 24 dicembre 1873 insieme al mandarino Nguyễn Văn Tường.

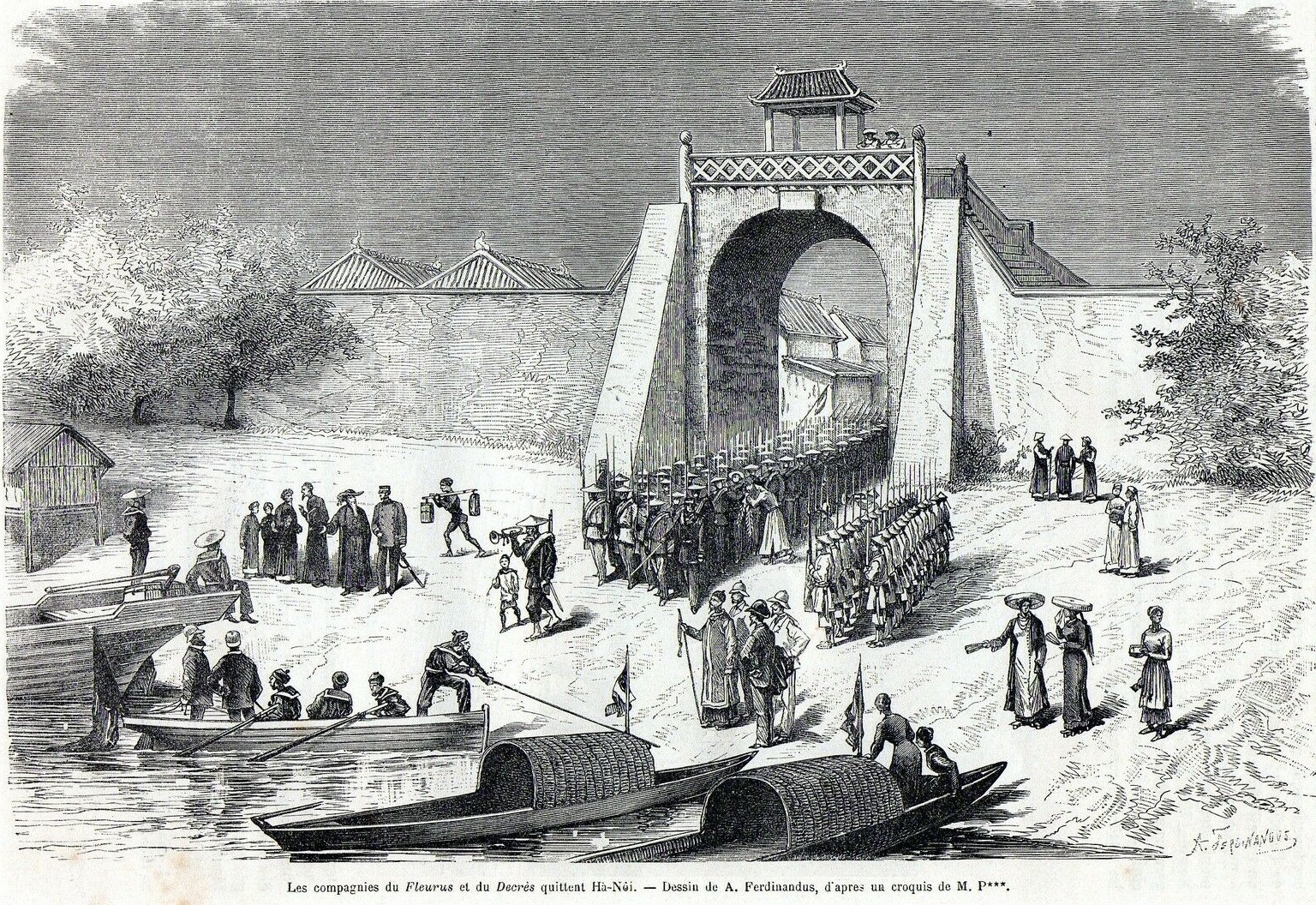
Le truppe francei lasciano Hanoi nel febbraio 1874

Il 29 dicembre 1873 raggiunsero Hải Dương e Philastre ordinò l'evacuazione delle città conquistate. Trentinian cercò di convincere Philastre a considerare le terribili conseguenze che avrebbero subito i locali che avevano collaborato con i francesi, ma i suoi appelli furono respinti. Il 2 gennaio 1874 Philastre, Nguyễn Văn Tường, Trentinian e i 15 fanti di marina che avevano occupato la cittadella partirono insieme per Hanoi su un battello a vapore.
Il 5 gennaio 1874 Philastre e Nguyễn Văn Tường firmarono una convenzione preliminare, bozza del trattato ufficiale che sarebbe stato firmato più tardi a Saigon. I corpi di Balny d'Avricourt e di Sorre furono restituiti ai francesi il 4 gennaio 1874, mentre le cinque teste mozzate furono restituite il 6 gennaio 1874.
L'8 gennaio 1874 lo Scorpion venne a rimuovere Hautefeuille e i suoi 10 marinai da Ninh Bình. Frustrato, il giovane ufficiale prima di partire fece distruggere tutti i cannoni della cittadella e gettare le scorte di polvere da sparo nel fiume
Il 10 gennaio 1874 lo Scorpion arrivò a Nam Định e rimosse Harmand e i suoi 25 uomini. Dupuis ed Esmez protestarono contro le decisioni di Philastre e ne seguì un'accesa discussione, in cui Philastre affermò che Garnier si era comportato come un "pirata" e che sarebbe stato sicuramente sottoposto alla corte marziale se non fosse morto.
Tutti gli uomini della forza di spedizione furono riuniti ad Hanoi e finalmente lasciarono la città il 6 febbraio 1874.

## Conseguenze
Il 15 marzo 1874 fu firmato il Trattato di Saigon. In cambio della restituzione da parte della Francia delle province occupate, l'Impero Nguyễn riconobbe ufficialmente tutti i possedimenti francesi in Cochinchina, aprì il Fiume Rosso al commercio francese e permise l'installazione di residenti francesi ad Hanoi, Haiphong e Qui Nhơn.
Nel corso di questa breve guerra non dichiarata, la forza di spedizione francese aveva perso cinque uomini, compresi due degli ufficiali più alti in grado, tutti uccisi durante il contrattacco del 21 dicembre 1873: il tenente Garnier, il guardiamarina Balny d'Avricourt, il marinaio Dagorne, il marinaio Bonifay e il marinaio Sorre. Diversi uomini erano stati feriti, tra i quali cinque durante la battaglia per Nam Định e sei il 21 dicembre 1873. Come previsto dal trattato, la forza di spedizione francese che lasciò Hanoi il 6 febbraio 1874 fu sostituita da un gruppo di 40 uomini che presidiava la residenza francese di Hanoi.
Dopo il ritiro delle forze francesi, un gran numero di locali cristiani e di sostenitori della dinastia Lê, che avevano collaborato con entusiasmo con i conquistatori per ragioni politiche o religiose, furono massacrati dalle autorità imperiali. Anche molti funzionari furono licenziati e il capo della comunità cinese di Hải Dương, che aveva collaborato attivamente con Balny d'Avricourt e Trentinian, fu spogliato di tutti i suoi averi e deportato nel Guangdong.
La constatazione del fatto che una forza di spedizione francese ridicolmente piccola fosse riuscita a conquistare una grossa fetta del paese e l'umiliante trattato che ne seguì diedero un duro colpo al prestigio già in declino dell'imperatore Tự Đức. Allo stesso modo, il forzato ritiro francese e le drammatiche conseguenze che ne derivarono per coloro che avevano sostenuto i conquistatori ridussero considerevolmente il sostegno popolare per la Francia nella regione e, quando invasero nuovamente il Tonchino un decennio dopo, i francesi furono accolti con molto meno entusiasmo dai locali.

## Eredità

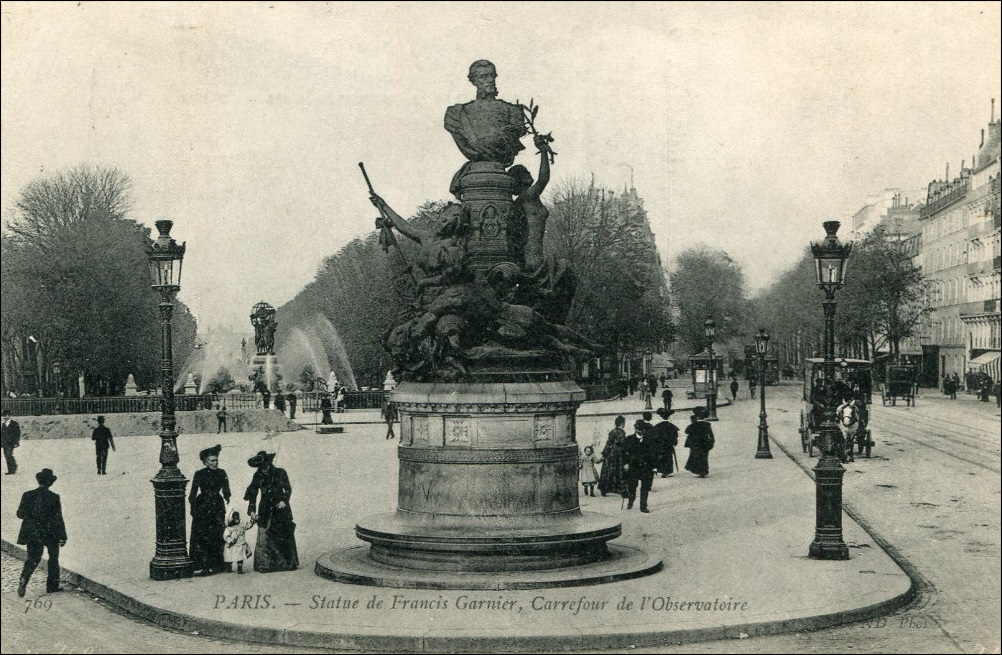
Monumento a Francis Garnier a Paris, eretto nel 1898

Inizialmente il comportamento di Garnier fu completamente sconfessato dal governo francese. Nonostante avesse preso le distanze dalle sue azioni nel Tonchino, l'ammiraglio Dupré nutriva ancora rispetto per Garnier e chiese che fosse postumamente promosso a capitano per assicurare una pensione decente alla sua vedova: la sua domanda fu respinta. Lo stesso avvenne con la sua richiesta di premi per gli uomini che avevano compiuto grandi imprese durante la campagna. Nel 1874 il governo francese respinse la richiesta presentata dalla città di Saint-Étienne, luogo di nascita di Garnier, di erigere una statua in sua memoria.
Garnier, però, guadagnò molta popolarità in Francia nel decennio che seguì la sua morte. La sua stupefacente conquista e la sua tragica morte lo resero una figura romantica, e alcuni contemporanei francesi, inglesi e americani paragonarono la conquista del 1873 alle imprese militari di Francisco Pizarro e dei suoi conquistadores. Diverse navi della marina francese hanno preso il suo nome, in particolare una cannoniera comandata dal suo ex subordinato Marc Hautefeuille durante la Campagna del Tonchino.
Durante l'assedio di Tuyên Quang nel 1884-1885, le Bandiere nere schernivano la guarnigione francese urlando il nome di Garnier.